# Hondey Zéno
Hondey Zéno (auch: Hondaye Koira Zéno, Hondaye Zéno, Hondey, Hondey Koara Zéno, Hondey Koira Zéno) ist ein Dorf in der Landgemeinde Namaro in Niger.

## Geographie
Das von einem traditionellen Ortsvorsteher (chef traditionnel) geleitete Dorf liegt am rechten Ufer des Flusses Niger. Es befindet sich rund sechs Kilometer südöstlich des Hauptorts Namaro der gleichnamigen Landgemeinde, die zum Departement Kollo in der Region Tillabéri gehört. Zu den Siedlungen in der näheren Umgebung von Hondey Zéno zählen Komba Goura am gegenüberliegenden Flussufer im Nordwesten, Hondey Tégui stromabwärts im Südosten und  Tiétiéguimé stromaufwärts im Westen.
Hondey Zéno ist Teil der Übergangszone zwischen Sahel und Sudan. Die durchschnittliche jährliche Niederschlagshöhe beträgt hier zwischen 400 und 500 mm.

## Geschichte
Die ursprünglich aus dem Massina stammende Fulbe-Untergruppe Fetobé ließ sich um das Jahr 1513 nördlich des Flusses Sirba nieder. Von dort aus besiedelten sie nach Kämpfen gegen andere Fulbe-Gruppen und Gourmantché das Dorf Hondey Zéno. Aus Hondey Zéno kommend, verjagten sie die Gourmantché aus Karey Gorou und erreichten die Orte Youri, Say, Ganki Bassarou und Djongoré. Dann verloren die Fetobé bei Hondey Zéno und Karey Gorou eine kriegerische Auseinandersetzung gegen die Tuareg-Untergruppe Logomaten und mussten sich nach Diakindi, Doguèl und Say zurückziehen.
Der französische humanitäre Verein Niger Ma Zaada errichtete 2015 eine Wasserleitung im Ort.

## Bevölkerung
Bei der Volkszählung 2012 hatte Hondey Zéno 1078 Einwohner, die in 88 Haushalten lebten. Bei der Volkszählung 2001 betrug die Einwohnerzahl 492 in 61 Haushalten und bei der Volkszählung 1988 belief sich die Einwohnerzahl auf 467 in 56 Haushalten.

## Wirtschaft und Infrastruktur
Die Bevölkerung baut Getreide für den Eigenbedarf an. Außerdem wird Fischerei betrieben und es werden Rinder für die Milchproduktion gehalten. Es gibt eine Schule im Dorf. Südlich von Hondey Zéno verläuft die 214,1 Kilometer lange Nationalstraße 4 zwischen der Hauptstadt Niamey und der Staatsgrenze zu Burkina Faso.